# Euchaetothrips kroli
Euchaetothrips kroli är en insektsart som först beskrevs av Schille 1911.  Euchaetothrips kroli ingår i släktet Euchaetothrips, och familjen smaltripsar. Arten är reproducerande i Sverige.